# استوارت ام. کامینسکی
استوارت ام. کامینسکی (انگلیسی: Stuart M. Kaminsky; ۲۹ سپتامبر ۱۹۳۴ – ۹ اکتبر ۲۰۰۹) یک نویسنده، فیلم‌نامه‌نویس، روزنامه‌نگار، رمان‌نویس، و استاد دانشگاه اهل ایالات متحده آمریکا بود.
از فیلم‌ها یا مجموعه‌های تلویزیونی که وی در آن‌ها نقش داشته‌است، می‌توان به روزی روزگاری در آمریکا اشاره نمود.
وی همچنین برندهٔ جوایزی همچون جایزه ادگار شده‌است.